# Victorious (album de Skillet)
Pour les articles homonymes, voir Victorious.
Albums de Skillet
Unleashed
(2016)
Victorious est le dixième album studio du groupe américain de metal chrétien Skillet sorti le 2 août 2019 sur le label Atlantic Records.

## Liste des pistes
| No  | Titre               | Durée |
| --- | ------------------- | ----- |
| 1.  | Legendary           | 4:05  |
| 2.  | You Ain't Ready     | 3:18  |
| 3.  | Victorious          | 4:06  |
| 4.  | This Is the Kingdom | 3:28  |
| 5.  | Save Me             | 3:43  |
| 6.  | Rise Up             | 3:58  |
| 7.  | Terrify the Dark    | 3:45  |
| 8.  | Never Going Back    | 3:34  |
| 9.  | Reach               | 3:23  |
| 10. | Anchor              | 3:37  |
| 11. | Finish Line         | 3:26  |
| 12. | Back to Life        | 4:37  |